# 酒井忠勝 (小濱藩主)
酒井忠勝（日语：／ Sakai Tadakatsu，1587年7月21日—1662年8月25日），安土桃山時代至江戶時代初期的大名兼武將。先是武藏國川越藩第2代藩主，後成為若狹國小濱藩初代藩主。第3代將軍德川家光至第4代將軍德川家綱時代的老中、大老。